# Klaus-Dieter Neubert
Pour les articles homonymes, voir Neubert.
Klaus-Dieter Neubert (né le 22 novembre 1949 à Oberwiesenthal) est un ancien rameur est-allemand. En 1972, Neubert devient champion olympique en deux barré. 
Neubert remporte son premier titre de champion de la RDA en 1967 en tant que barreur de huit du TSC Berlin. En 1968, il remporte le titre en deux barré avec Wolfgang Gunkel et Helmut Wollmann. Aux Jeux olympiques de 1968, l'équipe ratent la médaille de bronze sur le parcours de régate olympique à Xochimilco, à seulement 0,15 seconde derrière l'équipage danois. 
À partir de 1970, Gunkel et Neubert concourent pour le SC Berlin-Grünau. Avec Jörg Lucke, il remporte les championnats de RDA en 1971 et les championnats d'Europe d'aviron 1971. Aux Jeux olympiques de 1972 à Munich, leur bateau gagne avec plus de deux secondes d'avance sur le bateau tchécoslovaque. Gunkel, Lucke et Neubert remportent le championnat de RDA en 1973 et en 1974 et l'argent aux championnats d'Europe 1973 et aux championnats du monde 1974 . 

## Distinction
- 1972 : ordre du Mérite patriotique en argent